# Gare de Castelnau-d’Estrétefonds
Gare de Castelnau-d’Estrétefonds – stacja kolejowa w Castelnau-d’Estrétefonds, w departamencie Górna Garonna, w regionie Oksytania, we Francji.
Jest stacją Société nationale des chemins de fer français (SNCF), obsługiwaną przez pociągi TER Midi-Pyrénées.